# أمينة السلاوي
أمينة السلاوي هي ناشطة جمعوية في المغرب، وهي ابنة رئيس الوزراء المغربي السابق أحمد العراقي.

## السيرة الشخصية

### الأسرة والتعليم
في عام 1981، حصلت أمين السلاوي على درجة الماجستير في القانون الدولي من جامعة بانثيون أساس باريس الثانية وفي ساينس بو في باريس، وفي عام 1984، حصلت على درجة الماجستير المزدوجة في القانون الدولي والعلوم السياسية، وأكملت دراستها وعادت وتزوجت إبراهيم السلاوي. وهي أم لأربعة أطفال.

### البدايات المهنية
في عام 1984، شغلت أمينة السلاوي منصبًا في البنك التجاري المغربي.
في عام 1989، تركت البنك وقامت بإنشاء وكالة اتصالات وإعلان عالمية.

#### العمل الجمعوي
في عام 1992، بينما كانت في إجازة في كوستاريكا، تعرضت أمينة السلاوي البالغة من العمر 32 عامًا لحادث دراجة أدى إلى إصابتها بشلل نصفي. بعد ستة أشهر من إعادة التأهيل في الخارج، في الولايات المتحدة ثم في فرنسا قبل العودة إلى المغرب، صُدمت لرؤية نقص الرعاية للأشخاص ذوي الإعاقات الجسدية.
في عام 1993، في نفس العام الذي عادت فيه إلى المغرب، تركت وظيفتها في وكالة البنك وظلت مساهمًا بسيطًا وكرست نفسها بالكامل لقضية المعاقين في الودادية المغربية للمعاقين.
نظمت الودادية المغربية للمعاقين ثلاثة اجتماعات تلفزيونية جمعت الأموال لبناء أول مركز مستشفى لإعادة التأهيل في بوسكورة عام 2001، وافتتحه الملك محمد السادس.
أصبحت أمينة السلاوي رئيسة لمجموعة الودادية المغربية للمعاقين في 2011، وهي تقوم بحملات لزيادة الإدماج الاجتماعي للأشخاص المستضعفين والأشخاص ذوي الإعاقة في المجتمع المغربي.
تحت رئاسة أمينة السلاوي، طورت مجموعة الودادية المغربية للمعاقين قدرة النفايات في مركز مستشفى نور للتأهيل في بوسكورة، وكذلك إنشاء مركز إعادة تأهيل جديد في خريبكة وافتتاحه في القارة الإفريقية من خلال المشاركة من خبرة مجموعة الودادية المغربية للمعاقين في مجال الصحة.
أمينة السلاوي هي أيضًا رئيسة معهد الطاهر سبتي، منذ 2013، وهي جمعية غير ربحية، معترف بها على أنها ذات منفعة عامة. وهي أيضًا نائبة رئيس مدرسة رياض زيتون لتعليم الفتيات في المناطق الريفية بمراكش.